# 마이크로소프트 빙
마이크로소프트 빙(Microsoft Bing, 이전 이름: 빙, 라이브 검색, 윈도 라이브 검색, MSN 검색)은 마이크로소프트사에서 2009년 6월 1일 서비스를 시작한 검색 서비스이다. 마이크로소프트가 기존에 개발했던 라이브 검색과 2008년 인수한 파워서치 기술을 결합한 서비스이다.

## 역사
마이크로소프트에서 개발한 라이브 검색은 시장에서 매우 낮은 점유율을 차지하고 있었다. 이에 마이크로소프트는 2008년 파워서치 기술을 인수하고, 이 기술과 기존의 라이브 검색을 결합하여 2009년 쿠모(Kumo, 일본어로 구름을 뜻함)라는 코드명의 검색 서비스를 개발하고 있음을 밝혔고, 이어 2009년 5월에는 빙(Bing)이라는 공식 명칭을 채택하고 홍보용 웹사이트를 공개하였다. 이어 2009년 6월 1일, 전 세계에 빙 검색 서비스를 공식적으로 시작하였다.

### 다음과의 제휴
2009년 12월 Bing 한국의 검색결과에 다음의 검색결과를 노출하기로 제휴를 맺었다. Bing 한국에서 검색시 주소는 bing.search.daum.net으로 넘어가고 통합검색, 카페, 블로그, 지식, 이미지, 동영상을 제외한 뉴스, 음악, 쇼핑, 사진, 지도, 영화 등의 검색은 MSN 등의 해당 서비스 탭으로 이동하게 된다.
현재, Bing은 한국에도 전세계와 똑같은 검색결과를 내보내고 있다. 그러나 다음검색에는 Bing이 들어가는데, Bing이 적용된 탭(Bing 이미지, Bing 동영상)을 클릭하면 곧바로 Bing으로 연결된다.

### 오픈AI 언어 모델
2023년 2월 7일, 마이크로소프트는 "the new Bing"으로 광고되는 챗봇 기능의 추가를 포함한 빙의 전반적 정비를 발표했다. 마이크로소프트는 "the new Bing"을 오픈AI의 대형 언어 모델에 기반을 둔다고 설명했다. 또, ChatGPT보다 더 강력하며 검색에 특화되어 있다고 설명했다.
2023년 3월, 빙은 검색 엔진을 사용하는 활동 사용자 수가 총 100,000,000명을 돌파하였다.

## 로고의 변천

최초의 빙 로고
2013년부터 2016년까지 사용된 2번째 빙 로고
2016년부터 2020년까지 사용된 3번째 빙 로고
2020년부터 사용되는 4번째 플루언트 빙 로고

## 특징
- 배경 화면이 매일 바뀐다. 이 배경은 없앴다가 다시 나오게 할 수도 있으며 배경 화면을 클릭하면 각각의 링크로 넘어가게 돼 있다.
- 메인 화면 왼쪽 바로가기 창으로 비디오, 쇼핑, 뉴스, 지도, 여행, 보이는 검색 등을 제공한다.
- 50개 이상의 언어로 제공한다.
- 증권 거래와 환율, 스포츠 경기 점수 같은 실시간 정보를 제공한다.
- 계산기, 달력, 사전과 같은 부가 기능을 제공한다.
- 물건을 사면 빙 머니로 환급이 된다.
- 건강은 물론 다양한 문학, 문화 정보를 제공한다.
- 빙은 검색 엔진 중에 투명하여 많은 자료를 볼 수 있는 검색 엔진 중 하나이다.

## 점유율
Bing의 시작 이전에 마이크로소픝 웹 검색 페이지(MSN 및 라이브 검색)의 시장 점유율은 작은 편이었다. 2011년 1월 Experian Hitwise는 빙의 시장 점유율이 야후!와 구글 검색으로 인해 12.8%로 증가했다고 보여주었다.
같은 기간 comScore의 "2010 U.S. Digital Year in Review" 보고서에 따르면 빙은 2009년에 했던 것보다 2010년에 29% 더 많은 검색율을 보이며 더 큰 연간 검색 활동을 보였다고 언급했다.
핵심 검색 수만 계수할 경우(예: 사용자가 검색 결과와 소통할 목적으로) 빙은 미국 내 2011년 2/4분기에서 14.54%의 시장 점유율을 차지했다.

### 지원 제공
덕덕고는 2010년부터 빙을 포함한 검색 엔진의 여러 소스를 사용한다.
Ecosia는 빙을 사용하여 2017년부터 검색 결과를 제공한다.

## 같이 보기
- 윈도우 라이브
- 다음